# 구시라정
구시라정(일본어: 串良町)은 일본 가고시마현 기모쓰키군에 있던 정이다. 
오스미중앙합병협의회의 일원으로서 주변의 가노야시·기호쿠정·아이라정과 2006년 1월 1일에 신설합병해, 새롭게 가노야시가 되었다.

## 지리
오스미 반도의 거의 중앙에 위치하며, 마을 면적은 동서 12.7㎞, 남북 6.1㎞에 달한다. 히가시쿠시라정과의 경계에 구시라강(간소쿠가와 지류)이 흐른다. 마을의 대부분을 거사노하라 고원이 차지하고 있다.

## 역사
- 1889년 4월 1일 - 정촌제 시행에 수반해 니시쿠시라촌이 성립하였다.
- 1932년 5월 15일 - 정으로 승격해 구시라정이 되었다.
- 2006년 1월 1일 - 가노야시·기호쿠정·아이라정과 합병해 (신) 가노야시의 지역 자치구가 되었다.

## 교통

### 도로
- 국도 220호선
- 국도 269호선

## 참고 문헌
- 角川日本地名大辞典編纂委員会,『角川日本地名大辞典 鹿児島県』1983, 角川書店